# Municipio de Dudley (Dakota del Sur)
El municipio de Dudley (en inglés: Dudley Township) es un municipio ubicado en el condado de Aurora en el estado estadounidense de Dakota del Sur. En el año 2010 tenía una población de 84 habitantes y una densidad poblacional de 0,93 personas por km².

## Geografía
El municipio de Dudley se encuentra ubicado en las coordenadas 43°38′18″N 98°22′37″O / 43.63833, -98.37694. Según la Oficina del Censo de los Estados Unidos, el municipio tiene una superficie total de 90.13 km², de la cual 90,03 km² corresponden a tierra firme y (0,11 %) 0,1 km² es agua.

## Demografía
Según el censo de 2010, había 84 personas residiendo en el municipio de Dudley. La densidad de población era de 0,93 hab./km². De los 84 habitantes, el municipio de Dudley estaba compuesto por el 98,81 % blancos, el 1,19 % eran afroamericanos. Del total de la población el 0 % eran hispanos o latinos de cualquier raza.